# Nouvion-le-Comte
Nouvion-le-Comte – miejscowość i gmina we Francji, w regionie Hauts-de-France, w departamencie Aisne.
Według danych na styczeń 2014 roku gminę zamieszkiwały 284 osoby, a gęstość zaludnienia wynosiła 35,4 osób/km².